# Tumores de cabeza y cuello VPH positivos
Los tumores de cabeza y cuello son un grupo heterogéneo con origen anatómico común, la mayoría originados a partir de la mucosa presentándose en la vía aérea y digestiva superior. Este se ha convertido en el sexto cáncer más común diagnosticado en el mundo y la octava causa más común de muerte por cáncer.
Se han establecido  un subgrupo de tumores humanos de cabeza y cuello que contienen secuencias del virus del papiloma humano (VPH), los cuales difieren en las características biológicas y clínicas y en la patogénesis molecular (expresión génica, mutaciones, amplificaciones y deleciones y alteraciones del epigenoma) con respecto a los no impulsados por el virus. Dependiendo de la localización anatómica del tumor, la prevalencia del VPH se estima entre el 23 y el 36%.
El VPH es conocido por desencadenar el desarrollo del tumor a través de la acción de sus oncoproteínas E6 y E7 dirigidas a numerosas vías celulares, entre ellas inactivando p53 y la proteína del retinoblastoma, además de desempeñar un papel importante en la evasión del sistema inmune junto con E5.
Posteriormente se están caracterizando otros mecanismos por los cuales el virus puede interaccionar con el genoma del huésped desencadenando igualmente un proceso tumorigénico además de estas proteínas.

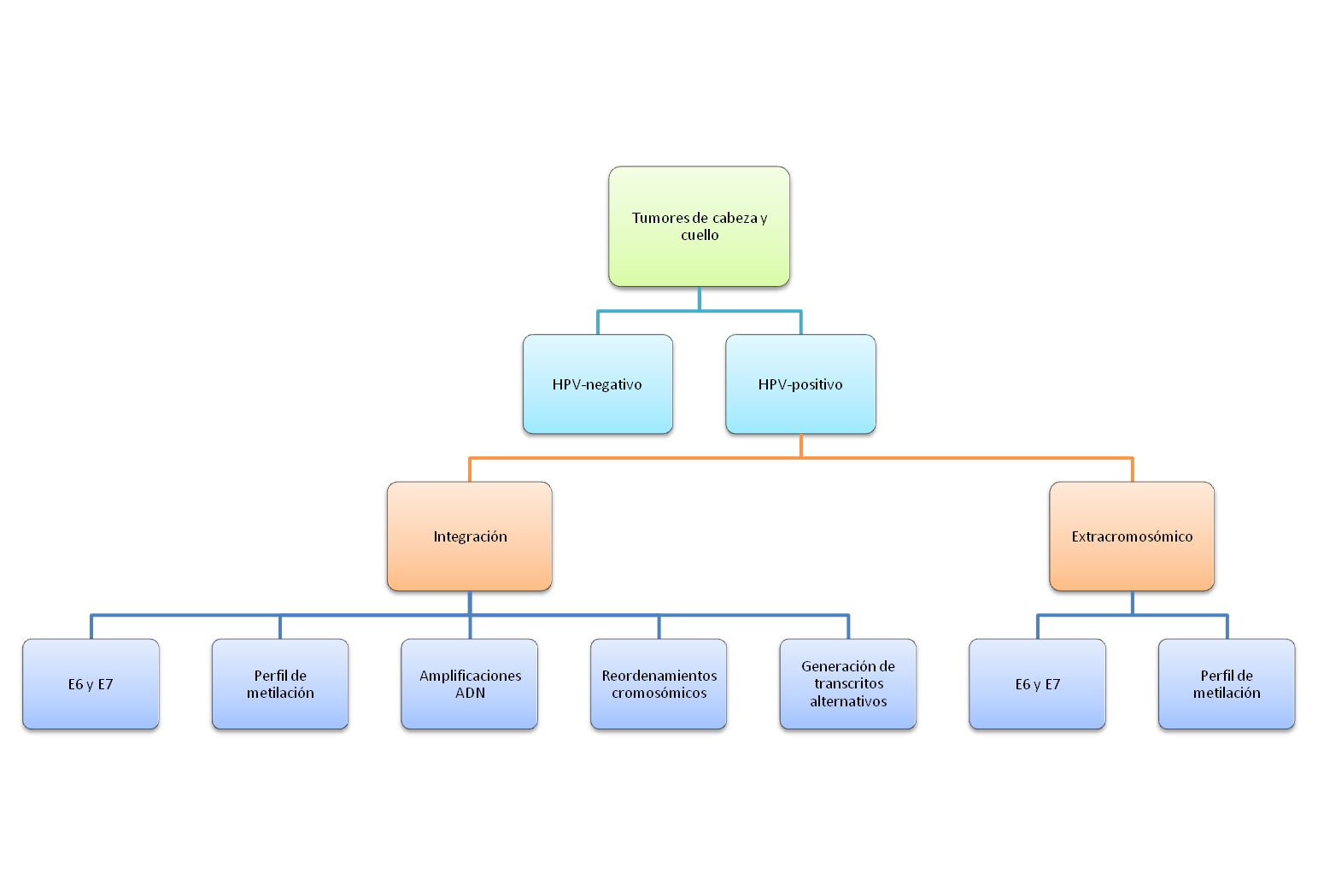

## Mecanismos por los que el virus desencadena el proceso tumoral[4]
El virus del papiloma humano puede inducir el tumor mediante varios mecanismos conocidos:
1. Proteínas oncogénicas E6 y E7.
2. Disrupción de supresores de tumores.
3. Amplificación de ADN, por ejemplo, oncogenes.
4. Generación de transcritos alternativos no funcionales.
5. Traslocación inter- e intracromosómica.
6. Cambios en los perfiles de metilación del ADN. Pudiéndose este dar también por el virus en su forma extracromosómica.

## Integración del virus en el genoma huésped
Un paso importante en el proceso es la integración del genoma del virus en el del huésped, siendo preciso diferenciar entre los tumores en los que el virus se ha integrado y en los que no, ya que, se ha visto como unos y otros tumores tiene características clínicas, biológicas y patológicas diferentes. La secuenciación completa del genoma de células tumorales VPH positivos ha permitido la identificación de diversos puntos de integración del virus además de la distinción entre tumores en los que el virus se integra y en los que no. La integración viral no es aleatoria ya que en casi el total de los casos esta mantiene intactas las proteínas víricas E6 o E7. Esta integración tiene tendencia a producirse en genes o cerca de ellos produciendo las alteraciones mencionadas en el punto anterior y es por esta razón que la integración del virus puede contribuir ampliamente al desarrollo de características tumorales.